# Milieu (Literatur)
Unter Milieu im engeren Sinne wird in der Literaturwissenschaft und -theorie im Allgemeinen der Schauplatz oder Handlungsort bzw. genauer gesagt die Umgebung (oder auch Umgebungen) des literarischen Textes verstanden, die wiederum als metonymischer bzw. metaphorischer Ausdruck der handelnden Charaktere oder Figuren in der Literatur betrachtet werden können. So kann beispielsweise das Haus oder der Wohnort eines literarischen Charakters als Erweiterung seiner selbst bzw. seiner Persönlichkeit gedeutet werden, beispielsweise sind Balzacs Angaben über das Haus des Geizigen in Die menschliche Komödie oder die Beschreibung der Pension Vauquer für die Aussage der jeweiligen Werke keinesfalls unbedeutend oder überflüssig. Die Häuser sind in diesem Fall Ausdruck der Persönlichkeiten der Besitzer und wirken sich hier als spießbürgerliche Atmosphäre auch auf die anderen Figuren, die in ihnen leben, aus.
Das Milieu kann auch Ausdruck eines menschlichen Willens sein, die Beschreibung eine Landschaft kann so die z. B. die Projektion dieses Willens oder einen Gemütszustand des Protagonisten darstellen. So stürzt sich etwa in der romantischen Literatur ein stürmischer, leidenschaftlicher Held in den Sturm hinaus, wohingegen ein heiteres Temperament die strahlende Sonne vorzieht.
Ebenso kann in literarischen Darstellungen das Milieu als etwas nachhaltig Bestimmendes gestaltet werden, auf welches das Individuum keine oder nur geringen Einfluss hat. Beispiele hierfür finden sich etwa bei Thomas Hardys Egdon Heath aus The Return of the Native oder in der Beschreibung der Stadt Zenith in Sinclair Lewis’ Babbitt bzw. der Stadt Lübeck in Thomas Manns Buddenbrooks.
In der literaturwissenschaftlichen bzw. literaturkritischen Analyse und Interpretation von literarischen Werken wie z. B. lyrischen, epischen bzw. narrativen oder dramatischen Texten werden für gewöhnlich drei wesentliche Bestandteile unterschieden, die Handlung, die Charakterisierung und das Milieu, das in einigen moderneren literaturtheoretischen Abhandlungen auch als Atmosphäre oder Ton bezeichnet wird.
Im weiteren Sinne wird der Begriff des Milieus in der Literaturwissenschaft auch in der Analyse des gesellschaftlichen oder kulturellen Hintergrundes des Autors oder der Entstehungsgeschichte eines Werkes verwendet. So können die gesellschaftlichen Schichten oder Klassen, die eine bestimmte Literaturart schufen oder verlangten, zu einer bestimmten Zeit oder an einem bestimmten Ort sich durchaus unterscheiden.
In der Literaturinterpretation wird der Terminus Milieu darüber hinaus ebenso wie in der Kultursoziologie dazu verwendet, die historische oder gesellschaftliche Aussage eines Werkes oder seines Inhaltes und Gehaltes näher zu charakterisieren bzw. den Einfluss der Literatur oder eines literarischen Einzelwerkes oder Autors auf die Gesellschaft zu untersuchen.